# Ambrósios Plytás
Ambrósios Plytás (grec moderne : Αμβρόσιος Πλυτάς), né en 1886 à Athènes, en Grèce, et mort le 15 septembre 1964 dans cette même ville est maire d'Athènes de 1936 à 1941.

## Biographie
Ambrósios Plytás commence à travailler dans le domaine des assurances. Il participe pour la première fois aux élections municipales de 1929. Il est élu conseiller municipal d'Athènes en 1934, aux côtés du maire Konstantinos Kotzias (en). En 1936, Kotzias devient ministre de l'Administration de la capitale et Plytás prend le poste de maire d'Athènes.
Durant son mandat, Ambrósios Plytás fait agrandir l'hôtel de ville d'Athènes, participe à la création du Musée de la Ville d'Athènes et organise la célébration du centenaire de l'université d'Athènes.
Les Allemands entrent dans Athènes le 10 mai 1941, à cette même date, il perd le poste de maire de la capitale. Pendant la Seconde Guerre mondiale, Ambrósios Plytás refuse de collaborer et s'implique dans la résistance. Il est ainsi membre fondateur de l'organisation de résistance EME (Ελευθέρα Μεγάλη Ελλάς, Elefthera Megali Hellas, littéralement « Grande Grèce libre »), ce qui lui vaut d'être arrêté par l'occupant italien. Il est alors démis de toutes ses fonctions et ses biens sont confisqués.
Il meurt le 15 septembre 1964.
Son fils Geórgios Plytás (el) (1910–1997) est maire d'Athènes de 1964 à 1967, avant de devenir député puis ministre.